# شهرستان گرین (ویسکانسین)
شهرستان گرین، ویسکانسین (به انگلیسی: Green County, Wisconsin) یک سکونتگاه مسکونی در ایالات متحده آمریکا است که در ویسکانسین واقع شده‌است.

## خصوصیات
شهرستان گرین ۱٬۵۱۲٫۵۶ کیلومترمربع مساحت دارد.